# Oreste Didonè
Oreste Didonè (Milano, 16 luglio 1967) è un allenatore di calcio ed ex calciatore italiano, di ruolo centrocampista.

## Carriera

### Giocatore
Cresciuto nel Como, con cui esordì in Serie A nella stagione 1985-86 (vanta oltre 20 presenze in A con la squadra lariana e l'Ascoli), vide la sua carriera compromessa, alla fine degli anni ottanta, da un grave infortunio. Cominciò dunque a giocare in C e nelle serie minori, prima di chiudere la carriera nel 2003.
Ha fatto parte della selezione di calcio della Padania.

### Allenatore
Da allenatore ha lavorato nel settore giovanile del Legnano, per poi diventare secondo di Egidio Notaristefano sulla panchina del Novara.
Dal 2011 è entrato a far parte del personale tecnico di Giovanni Cusatis, suo ex compagno di squadra nel Siracusa, che ha seguito rivestendo il ruolo di viceallenatore alla Pro Patria e, fino a marzo 2013, all'Alessandria.